# 颱風尤特 (2006年)
颱風尤特（國際編號：0622；聯合颱風警報中心編號：25W；PAGASA命名：Seniang）是2006年太平洋台风季中的一個热带气旋，风暴於12月7日形成，於12月15日消散，维持了8天。尤特是造成2006-2007年東南亞洪災的元兇之一，為剛受颱風榴槤吹襲的菲律賓再次帶來破壞，導致至少有30人死亡及1580萬美元（以2006年計算，下同）的經濟損失，在馬來西亞亦有8人死亡。「尤特」是美國提供的名稱，在馬紹爾語中有颮線之意。

## 氣象歷史
2006年12月2日，一個對流區在楚克岛东南被聯合颱風警報中心發現。雖然對流在幾小時後減少，但3天後再次活躍起來，12月6日聯合颱風警報中心為它發佈熱帶氣旋形成警報。12月7日早上聯合颱風警報中心和日本氣象廳報告有一個熱帶低氣壓經已形成。 不久，這個熱帶低氣壓進入菲律宾大气地球物理和天文管理局的專責範圍內，菲律宾大气地球物理和天文管理局為它命名為Seniang。該熱帶低氣壓在這天增強，日本氣象廳在晚上將它升格為熱帶風暴，命名為尤特。
12月8日，日本氣象廳將尤特升格為強烈熱帶風暴，隨著尤特繼續增強，日本氣象廳於翌日早上再升格為一颱風，菲律宾大气地球物理和天文管理局和聯合颱風警報中心皆是如此。 增強後不久，尤特在該日下午登陸菲律賓薩馬島和民都洛島。在橫過菲律賓後，尤特採取相近於11月颱風飛燕的路徑，先向西北移動，再移向南海北部。但受到副熱帶高壓脊的影響，尤特的移動速度開始減慢。受到风切变上升和乾燥空氣環境的共同影響，尤特在海南島及西沙群島附近逐漸減弱。日本氣象廳於12月13日將其降格為一強烈熱帶風暴，再在同日較後時間降格為一熱帶風暴，最後於翌日降格為一熱帶低氣壓並發出最後報告。

## 影響

### 菲律賓

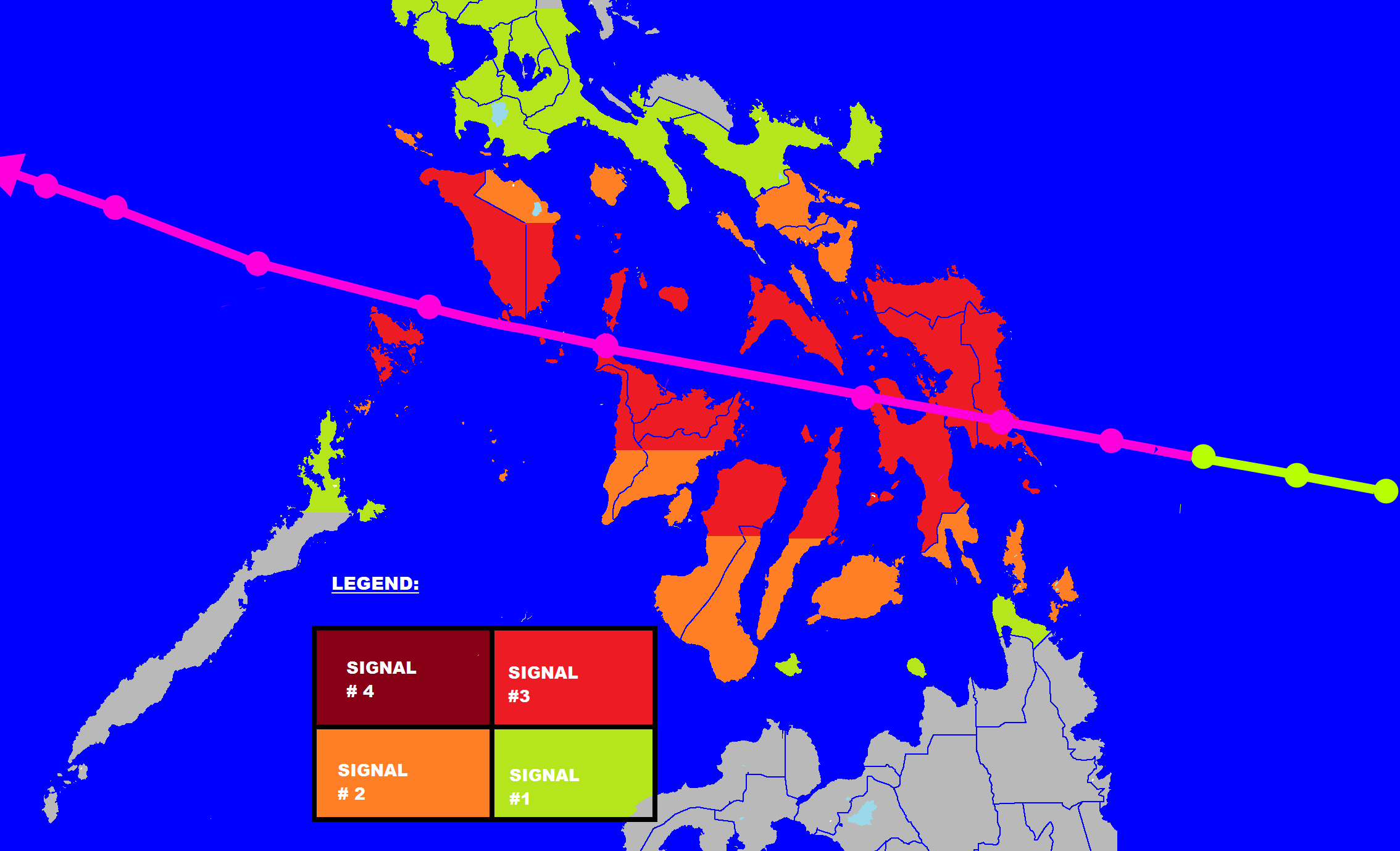
菲律賓大氣地球物理和天文管理局發出的風暴信號及尤特的路徑

在約兩星期前受颱風榴槤吹襲的菲律賓，有9萬人為防範是次風災而需要疏散。 而原定於12月10日開始舉行的东南亚国家联盟峰會和於12月13日開始舉行的东亚峰会需要延遲至翌年1月舉行。 尤特在菲律賓造成至少30人死亡、8人失蹤及44人受傷， 亦吹毀共9,553間房屋，另有33,943間受損，56,313人無家可歸。在當地總共有880,663人受影響。 是次風災共造成約1580萬美元的經濟損失，當中有960萬美元是來自農業損失。

### 马来西亚
尤特為西马来西亚南部地區在24小時內降下暴雨，雨量高至350毫米。消散後的殘餘雨帶在12月18日為當地，尤其是柔佛、森美兰、马六甲和彭亨造成嚴重水浸，是為當地有史以來最嚴重的水災。 不過，在水災之前的報告卻指出天氣將不會非常惡劣。昔加末和哥打丁宜是重災區，洪水令兩地所有主要道路中斷。 截至12月24日，水災共造成8人死亡。

## 外部連結
- （英文）https://web.archive.org/web/20090826230250/http://metocph.nmci.navy.mil/jtwc.php 聯合颱風警報中心首頁
- （日語）http://www.jma.go.jp/jma/index.html （页面存档备份，存于） 日本氣象廳首頁
- （英文）http://www.pagasa.dost.gov.ph （页面存档备份，存于） 菲律賓大氣地球物理和天文管理局首頁